# Les Krostons
Les Krostons est une série de bande dessinée franco-belge créée en 1968 par Arthur Piroton au dessin et Paul Deliège au scénario dans le no 1589 du journal Spirou. Elle met en scène de petits démons dénommés les Krostons, sortis d'une bande dessinée de leur créateur, Max Ariane. Après la première histoire, Paul Deliège animera seul la série.

## Synopsis
La série met en scène les Krostons, trois petits lutins verts capables de passer de la deuxième dimension à la troisième dimension. Méchants mais bêtes, ils ont pour ambition de devenir les maîtres du monde.

## Historique
Paul Deliège invente les Krostons en 1968, au moment où Maurice Rosy récupère seul la série Bobo dont il était jusque-là le dessinateur. Souhaitant donner un cadre réaliste à la série, il contacte Arthur Piroton, un dessinateur dont le style se prête à ce choix. La série parait pour la première fois dans le no 1589 du journal Spirou. Les deux auteurs prennent le pseudonyme de Max Ariane pour publier l'histoire (Max Ariane étant le nom du créateur des Krostons dans la série, lui-même inspiré par le chanteur belge Marc Aryan). Après la première histoire, Arthur Piroton choisit de se consacrer au dessin de Jess Long sur scénario de Maurice Tillieux et de laisser la série au seul Paul Deliège. Ce dernier réalisant d'habitude des dessins humoristiques doit adapter, non sans mal, son style pour le rendre réaliste. Par la suite il abandonne le style réaliste pour ne garder que le côte humoristique de la série. Malgré le succès obtenu par les Krostons, Paul Deliège les délaisse pour reprendre entièrement Bobo qu'il préfère. Sur insistance des lecteurs, il réalisera quelques nouveaux épisodes dans les années 1980 avant d'abandonner définitivement la série en 1983.

## Personnages
Les personnages principaux de la série sont les Krostons, des démons de toute petite taille mais très dangereux, capables de passer de deux à trois dimensions. Créés par un enlumineur au Moyen Âge, ils attendent que quelqu'un leur redonne la vie. C'est Max Ariane, dessinateur en mal d'inspiration, qui va leur rendre ce service en recopiant un dessin de son fils. Quant à Monsieur Flamberge, il possède un des rares manuscrits contenant des informations sur les Krostons.

## Publication

### Albums

#### La collection originale
En 1972, sort dans la collection Okay des éditions Dupuis, l'album La Menace des Krostons considéré comme le numéro zéro de la série. Le premier album sort en 1975 et s'intitule Balade pour un Kroston. Le deuxième album intitulé La Maison des mutants sort en 1979. La Vie de château le troisième album de la série sort en 1982. Deux ans plus tard sort le quatrième album intitulé L'Héritier.
- 0 La Menace des Krostons, Dupuis - Album Okay, 1972
Scénario : Arthur Piroton - Dessin : Paul Deliège
- 1 Balade pour un Kroston, Dupuis, 1975
Scénario et dessin : Paul Deliège -  (ISBN 2-8001-0461-9)
- 2 La Maison des mutants, Dupuis, 1979
Scénario et dessin : Paul Deliège -  (ISBN 2-8001-0625-5)
- 3 La Vie de château, Dupuis, 1982
Scénario et dessin : Paul Deliège -  (ISBN 2-8001-0890-8)
- 4 L'Héritier, Dupuis, 1984
Scénario et dessin : Paul Deliège -  (ISBN 2-8001-1028-7)

#### Hors-série
En 1996 les éditions Points Image sortent un album hors-série intitulé Les Krostons sortent de presse. Trois ans plus tard parait un deuxième album hors-série intitulé Histoire de Krostons.

#### Intégrales
Les éditions Hibou sortent trois intégrales de la série. Le premier (numéroté trois) en 2005 qui regroupe les albums trois et quatre de Dupuis ainsi que des histoires courtes. Le deuxième sort 2007 il regroupe les albums un et deux de Dupuis ainsi que des inédits. Le troisième (numéroté un) sort en 2009 et regroupe le numéro zéro de Dupuis, les albums hors-séries et des courts récits.

### Revues
La première apparition de la série a lieu en 1968 dans le no 1589 du journal Spirou avec l'histoire à suivre intitulé simplement Les Krostons et publiée jusqu'au no 1610. Elle fait aussi pour l'occasion la couverture du no 1589. Si cette histoire est dessinée par Arthur Piroton sur scénario de Paul Deliège, par la suite ce dernier récupère le dessin de la série. L'année suivante est publiée dans le no 1652 une histoire complète de six planches intitulée L’origine des Krostons. En 1970 est publiée dans les numéros 1667, 1682 et 1706, trois histoires complètes de quatre, deux et six planches intitulées respectivement, L’œuf des Krostons, Le gâteau d’anniversaire et La chanson des Krostons. L'année suivante est publiée dans les numéros 1720 et 1732, deux histoires complètes de six planches intitulées L’omelette aux Krostons et Le Kroschtroumpf ainsi qu'une histoire à suivre intitulée Les Krostons sortent de presse publiée du no 1752, numéro dont elle fait aussi la couverture, au no 1768. L'année suivante est publiée dans le no 1782 l'histoire complète de six planches intitulée Les Krostons partent en vacances et dans le no 1808 une histoire complète de trois planches sans titre. En 1973 est publiée l'histoire à suivre intitulée Balade pour un Kroston du no 1851, dont elle fait aussi la couverture, au no 1869. La série ne fait son retour dans Spirou qu'en 1977 avec l'histoire à suivre intitulée La Maison des mutants publiée du no 2061, dont elle fait la couverture, au no 2079. En 1981 est publiée du no 2233 au no 2243 l'histoire à suivre intitulée La Vie de château. L'ultime apparition de la série dans Spirou a lieu en 1983 avec l'histoire à suivre intitulée L’Héritier publiée du no 2348 au no 2358. Elle fait aussi la couverture du no 2348.

## Adaptation
Un film d'animation en relief intitulé Les Krostons, Maîtres du monde est en cours d'élaboration par le Studio d'Imagination et réalisé par le Belge Frederik Du Chau.